# Хуан Сиенфан
Хуан Сиенфан（на традиционен китайски: 黄现璠, на опростен китайски: 黄現璠, 13 ноември 1899 –18 януари 1982）е китайски историк и антрополог. Той е описван като „баща на джуанскита антропология“, „баща на джуанскита история“ и „баща на джуан-проучванията“（на английски: The father of Zhuang studies）.

## Биография
Роден е в Хуан Сиенфан, Гуанси Фусуй в бедно селско семейство. Той приема основното и средното си образование във Фусуй и в Наннин. Учи в обикновено училище（1922 – 1926）и веднага след това се записва в Пекин и обикновен университет（1926 – 1935）, където изучава история и древно писане, особено история на китайските най-стари текстове, която тогава е едно ново научно поле. Получава магистърска степен от Пекинския нормален университет през 1935.
В 1935 година печели държавна стипендия и е изпратен в Токийския университет да учи ориенталски история, Японски език и култура. Хуан Сиенфан се връща в Гуанси през 1937 и започва да преподава хетология във Факултета по езици, история и география на Гуансия университет. Редовен доцент по история в Гуанси-университета през 1940 – 1941. През септември 1941 става редовен професор в Сун Ятсен университета. Става директор на департамента по китайска литература и уредник на библиотеката в Гуанси университет в годините 1949 – 1950 и 1950 – 1953. Професор е по древна история от 1954 до 1982 в Гуанския университет. Умира през 1982 година в Гуейлин на 83 години. 

## Творчество
Хуан Сиенфан се занимава основно с проучване на китайскита древна история, древени текстове и фолклор, а по-късно и с антропология и Джуан проучване, като за целта на няколко пъти изследва етническото малцинство в Гуанси.
Хуан Сиенфан допринася съществено за установяването на Джуан проучването като самостоятелна академична дисциплина, но също има и своя културен принос и стойност. Като историк той силно се противопоставя потисничество на национализма.
Тъй като половината от неговите предходни трудове са посветени на Джуан проучването, Хуан Сиенфан естествено стига до идеята за написването на двете книги, с които е най-известен, а именно 1957 „Кратка история на Гуанси Джуан“ и 1988 „Обща история на Джуан“（публикувани след смъртта му）. Тези две книги са най-влиятелната интерпретация на произхода и историята на Джуан през 20 век, и до днес са широко четени. 

## Някои трудове

### история
- Обща история на Китай, три тома（1932 – 1934）
- Историческа нзучаване на Североизточна（1932）
- Гимназия нстория, два тома（1933）
- Живота на фермерите в Юен （1934）
- По-ниските класове в Тан（1934）
- Общество на Тан（1936, 1937）
- Студенти за национално спасение движение в Сун（1936, 1956, 1965）
- Социални история на Шан（1950）
- Историята на феодален общество в Китай（1952）
- Там не е роб общество в китайската история（1979）

### фолклор
- Странно брак на Монголия хора в Юен,1 – 2 （1941）
- Странно облекло в Юен,1 – 3 （1941）
- Разпространението на тютюнопушенето,1 – 5（1942）

### антропология
- Изследване на етническите малцинства в Гуейджоу-Гуанси границата（1946）
- Изследване на Джуан социални и исторически в Гуанси（1957）
- Изследване на социално и историческо на етническите малцинства в Гуанси（1957）

### лингвистика
- Проучване на Древните Книги（1962）

### Джуан проучване
- Кратка история на Гуанси Джуан（1957）
- Тусъ система в Западна Гуанси（1962）
- Обща история на Джуан（1988, публикувани след смъртта му）
- Критичните ьиография на Уей Бацюн（2008, публикувани след смъртта му）